# Columbiafloden
Columbiafloden (engelska: Columbia River, franska: fleuve Columbia)) är en 2 000 kilometer lång flod i nordvästra USA och sydvästra Kanada. Den är rik på lax. Floden har gett namn åt Columbia County i delstaten Washington i USA. Floden är Nordamerikas fjärde största flod mätt i vattenvolym. Den är också den flod i Nordamerika som bidrar till mest elenergi genom vattenkraft. Inom sjöfarten är floden även fruktad och känd för sitt extremt svåra inlopp med sandbankar, som bildas av sediment från floden, och kraftiga strömmar orsakade av stormar och tidvatten. Hundratals fartyg har strandat här under åren men det är fortfarande ett av USA:s viktigaste inlopp (och utlopp) till import- och exporthamnar i floden. Namnet härrör från Robert Grays fartyg "Columbia"; han blev den förste europén som seglade på floden.